# Juan Diego
Juan Diego Ruíz Montero, noto solo come Juan Diego (Bormujos, 14 dicembre 1942 – Madrid, 28 aprile 2022), è stato un attore spagnolo.

## Filmografia parziale

### Cinema
- Los flamencos, regia di Jesús Yagüe (1968)
- El taxi de los conflictos, regia di Antonio Ozores e José Luis Sáenz de Heredia (1969)
- Algo amargo en la boca, regia di Eloy de la Iglesia (1969)
- Dramma della gelosia (tutti i particolari in cronaca), regia di Ettore Scola (1970)
- ¿... Y el prójimo?, regia di Ángel del Pozo (1974)
- A Venezia muore un'estate (Largo retorno), regia di Pedro Lazaga (1975)
- La casa grande, regia di Francisco Rodriguez Fernandez (1975)
- La criatura, regia di Eloy de la Iglesia (1977)
- El buscón, regia di Luciano Berriatúa (1979)
- La chiave dell'amore (Cuentos eróticos), registi vari (1980)
- I santi innocenti (Los santos inocentes), regia di Mario Camus (1984)
- La corte de Faraón, regia di José Luis García Sánchez (1985)
- Los paraísos perdidos, regia di Basilio Martín Patino (1985)
- Golfo de Vizcaya, regia di Javier Rebollo (1985)
- De tripas corazón, regia di Julio Sánchez Valdés (1985)
- Dragón Rapide, regia di Jaime Camino (1986)
- Il viaggio in nessun luogo (El viaje a ninguna parte), regia di Fernando Fernán Gómez (1986)
- El hermano bastardo de Dios, regia di Benito Rabal (1986)
- Laura, del cielo llega la noche, regia di Gonzalo Herralde (1987)
- Come sono buoni i bianchi!, regia di Marco Ferreri (1988)
- La noche oscura, regia di Carlos Saura (1989)
- Cabeza de Vaca, regia di Nicolás Echevarría (1991)
- Il re stupito (El rey pasmado), regia di Imanol Uribe (1991)
- Prosciutto prosciutto (Jamón jamón), regia di Juan José Bigas Luna (1992)
- Il tiranno Banderas (Tirano Banderas), regia di José Luis García Sánchez (1993)
- París Tombuctú, regia di Luis García Berlanga (1999)
- El invierno de las anjanas, regia di Pedro Telechea (2000)
- You're the One - Una Historia de Entonces, regia di José Luis Garci (2000)
- Smoking Room, regia di Roger Gual e Julio D. Wallovits (2002)
- Una pasión singular, regia di Antonio Gonzalo (2003)
- Torremolinos 73 - Ma tu lo faresti un film porno? (Torremolinos 73), regia di Pablo Berger (2003)
- La vita che ti aspetti (La vida que te espera), regia di Manuel Gutiérrez Aragón (2004)
- El triunfo, regia di Mireia Ros (2006)
- Vete de mí, regia di Víctor García León (2006)
- 23-F: la película, regia di Chema de la Peña (2011)

### Televisione
- Tragedias de la vida vulgar (1964-1965)
- La risa española (1969)
- Suspiros de España (1974-1975)
- Estudio 1 (1966-1968; 1971-1978)
- Novela (1964-1972; 1977-1978)
- Segunda enseñanza (1986)
- Los hombres de Paco (2005-2010)
- Il signore della truffa (2011)
- Toledo (2012)

## Doppiatori italiani
Nelle versioni in italiano delle opere in cui ha recitato, Juan Diego è stato doppiato da:
- Sergio Graziani in Prosciutto prosciutto
- Luciano Roffi ne Il tiranno Banderas
- Pietro Biondi in Xtremo